# MMTG
MMTG은 SBS에서 운영하는 유튜브 채널이다. 슬로건은 '글로벌 신문물 전파 프로젝트'로, 재재가 기획, 진행, 섭외 등을 한다. SBS '스브스뉴스'에서 시작했지만 2019년 7월 3일 독립 채널 '문명특급'이 따로 만들어졌다.
문명특급은 애교, 춤 등 강요 금지, 사생활에 대한 질문 금지 등 기존 TV 프로그램, 유튜브 채널에서 보이지 않던 '출연자에 대한 존중'이 돋보여 호평을 받았다. 일명 '숨어듣는 명곡' 숨듣명 특집으로 인기를 얻으며 이어 '다시 컴백해도 눈감아줄 명곡' 컴눈명을 진행하였다. 현재 구독자 194만명을 보유하고 있다. 2020년 제53회 휴스턴 국제 필름 페스티벌 뉴미디어 웹 시리즈 부문에서 국내 뉴미디어 콘텐츠 최초로 동상을 수상했다. 2020 올해의 브랜드 대상 웹예능 부문에서 대상을 수상했다.
2024년 1월 23일부터 글로벌 공략 위해 'MMTG'로 제목이 변경되면서 개편하였다.